# Hockey Club Candy Monza 1969
Questa voce raccoglie le informazioni riguardanti l'Hockey Club Candy Monza nelle competizioni ufficiali della stagione 1969.

## Maglie e sponsor
| 1ª divisa |

## Rosa
| N° | Naz.              | Ruolo | Sportivo            |  |  |  |
| -- | ----------------- | ----- | ------------------- |  |  |  |
| ?  | Italia (bandiera) | E     | Antenore Amati      |  |  |  |
| ?  | Italia (bandiera) | E     | Guido Arbizzoni     |  |  |  |
| ?  | Italia (bandiera) | E     | Gualtiero Bortolini |  |  |  |
| ?  | Italia (bandiera) | E     | Cesare Bosisio      |  |  |  |
| ?  | Italia (bandiera) | E     | Giovanni Busnengo   |  |  |  |
| ?  | Italia (bandiera) | E     | Felice Campana      |  |  |  |
| ?  | Italia (bandiera) | P     | Marzio Cazzaniga    |  |  |  |
| ?  | Italia (bandiera) | E     | Sergio Franchi      |  |  |  |
| ?  | Italia (bandiera) | P     | Antonio Patrini     |  |  |  |
| ?  | Italia (bandiera) | E     | Perego              |  |  |  |
| ?  | Italia (bandiera) | E     | Vincenzo Villa      |  |  |  |

- Allenatore: Motta